# Sofia Simmonds
Pour les articles homonymes, voir Simmonds.
Topsy Simmonds, née Sofia S. Simmonds le 31 juillet 1917 et morte le 27 juillet 2007, est une biochimiste américaine. Elle a passé la majorité de sa carrière comme professeure et chercheuse à l'université Yale, où elle a notamment été doyenne du Yale College.
Avec son mari Joseph Fruton, elle a coécrit l'ouvrage de référence General Biochemistry. Elle est également récipiendaire de la médaille Garvan-Olin, que lui a remis l'American Chemical Society en 1969.

## Biographie

### Formation et début de carrière
Sofia Simmonds est le deuxième enfant de Lionel Julius Simmonds et Clara Gottfried Simmonds. Elle est élevée à Manhattan, où son père dirige le Hebrew Orphan Asylum of New York (en). Dès son enfance, elle est surnommée « Topsy ».
Après l'école secondaire, Simmonds rencontre, en 1933, Joseph Fruton, un étudiant diplômé en biochimie. Le couple se mariera en 1936.
Après avoir travaillé quelques mois comme assistante de laboratoire au Columbia College of Physicians and Surgeons (en), Simmonds fréquente le Barnard College, où elle obtient un baccalauréat en chimie en 1938. Par la suite, elle travaille au laboratoire de Hans Thacher Clarke, puis déménage au Weill Medical College où elle travaille pour Vincent du Vigneaud. Elle y complète son doctorat en biochimie en 1942 et travaille comme chercheuse associée jusqu'à ce que Fruton et elle déménagent à New Haven (Connecticut) en 1945.

### Yale
En 1945, Fruton et Simmonds débute leur travail à Yale. Fruton est professeur associé et Simmonds enseigne la chimie. L'année suivante, Simmonds travaille au laboratoire d'Edward Tatum. Fruton devient professeur en 1950 alors que Simmonds devra attendre jusqu'en 1975 pour l'être.

## Publications
- (en) Joseph S. Fruton et Sofia Simmonds, General Biochemistry, New York, John Wiley & Sons Inc., 1958 (1re éd. 1953)